# Plaza de la Avería
La plaza de la Avería fue un espacio público de la ciudad española de Sevilla, ya desaparecido.

## Descripción
La plaza, que a mediados del siglo XIX se tildaba ya de «pequeñísima barrezuela», acabó integrada en la calle de los Mercaderes, actual Álvarez Quintero.
Aparece descrita en la Noticia histórica del origen de los nombres de las calles de esta ciudad de Sevilla (1839) de Félix González de León con las siguientes palabras:

Plaza de la Avería. A cualquier cosa se llama plaza en Sevilla; la presente es una pequeñísima barrezuela que está en el sitio de los mercaderes junto á la cruz de los Polayneros, en el cuartel A. y parroquia del Salvador, donde parece que antes se vendian los lienzos averiados, y de esto tomó el nombre.
(González de León, 1839, p. 25)